# Коровкін Микита Сергійович
Микита Сергійович Коровкін (рос. Никита Сергеевич Коровкин; 3 грудня 1983, м. Златоуст, СРСР) — російський хокеїст, захисник. Виступає за «Амур» (Хабаровськ) у Континентальній хокейній лізі. 
Вихованець хокейної школи «Таганай» (Златоуст). Виступав за «Трактор-2» (Челябінськ), «Камлупс Блейзерс» (ЗХЛ), «Сан-Дієго Галлс» (ECHL), «Сірак'юс Кранч» (АХЛ), «Фінікс Роудраннерс» (ECHL), «Пенсакола Айс-Пайлотс» (ECHL), «Трактор» (Челябінськ), «Витязь» (Чехов). 